# Liste des pairs canadiens
 (mai 2020).
Si vous disposez d'ouvrages ou d'articles de référence ou si vous connaissez des sites web de qualité traitant du thème abordé ici, merci de compléter l'article en donnant les références utiles à sa vérifiabilité et en les liant à la section « Notes et références ».
Il est important de reconnaître qu'il n'y a pas de pairie canadienne proprement dite. Les pairs canadiens d'aujourd'hui existent sous la pairie de France (reconnu actuellement par le monarque du Canada), et sous la pairie du Royaume-Uni. Il existe également des baronnets (bien que nobles, ils ne sont pas des pairs) rattaché au Canada dans le baronnage de Nouvelle-Écosse et quelques-uns dans le baronnage du Royaume-Uni.

## Histoire
En 1627, le cardinal de Richelieu, introduit le système seigneurial en Nouvelle-France. Beaucoup de colons (souvent des anciens militaires, des personnes ayant occupé des postes importants ou des personnes provenant de familles importantes) se font octroyer des seigneuries. Bien que les nouveaux seigneurs de la Nouvelle-France ne soient pas nobles, certaines seigneurs se font élever au rang de baron, de comte ou de marquis.
Le baronnage de Nouvelle-Écosse est établi en 1624 par le roi Jacques IV d'Écosse dans le but d'administrer la colonie de Nouvelle-Écosse (aujourd'hui la Nouvelle-Écosse, une partie du Nouveau-Brunswick et une partie au nord du Maine).
À la suite de la conquête britannique de la Nouvelle-France en 1760 et grâce à l'Acte de Québec, les canadiens-français peuvent garder leur système seigneurial et ainsi leurs titres d'origine française. Toutefois, après l'abolition du régime seigneurial au Canada en 1854, seul Charles Colomore Grant, 7e baron de Longueuil, demande à la reine Victoria la reconnaissance de son titre qui lui fut accordé en 1880. Aujourd'hui, le titre de Baron de Longueuil est le seul titre canadien d'origine française reconnu par le monarque du Canada.
Depuis la confédération canadienne de 1867, plusieurs canadiens (surtout des politiciens) se font accorder des titres rattachés à un territoire canadien. Tous les titres canadiens sont rattachés sous la pairie du Royaume-Uni, ce qui permet aux pairs de siéger à la Chambre des Lords du Royaume-Uni jusqu'en 1999. C'est l'une des raisons pour laquelle une grande partie des pairs canadiens (ou leurs successeurs) emménagent au Royaume-Uni dans les années qui suivent leur anoblissement. À la suite de l'anoblissement controversé du baron Atholstan, la résolution Nickel est présentée à la Chambre des Communes demandant le Souverain canadien de ne pas octroyer de titres de chevalerie, de baronnets ou de pairs à des canadiens. Cette résolution provoque le débat canadien sur les titres et mène à un système séparé d'ordres, de décorations et de médailles au Canada. À partir de cette date, les canadiens qui souhaitent acquérir un titre doivent posséder la nationalité britannique. En date d'aujourd'hui, il y a quatre pairs rattaché à un territoire au Canada.

## Titres canadiens dans la pairie de France

### Titres canadiens existants dans la pairie de France
| Armes | Rang  | Titre              | Année de création | Premier titulaire                           | Titulaire actuel                      | Lieux          | Monarque  |
| ----- | ----- | ------------------ | ----------------- | ------------------------------------------- | ------------------------------------- | -------------- | --------- |
|       | Baron | Baron de Longueuil | 26 janvier 1700   | Charles II Le Moyne, 1er baron de Longueuil | Michael Grant, 12e baron de Longueuil | Longueuil (Qc) | Louis XIV |

### Titres canadiens disparus dans la pairie de France
| Armes | Rang    | Titre                  | Année de création | Année de disparition | Premier titulaire                                         | Dernier titulaire                                                   | Lieux                      | Monarque  |
| ----- | ------- | ---------------------- | ----------------- | -------------------- | --------------------------------------------------------- | ------------------------------------------------------------------- | -------------------------- | --------- |
|       | Baron   | Baron de Poboncoup     | 1651 ou 1653      |                      | Philippe Mius d'Entremont                                 |                                                                     |                            | Louis XIV |
|       | Comte   | Comte de Saint-Laurent | 1676              | 1931                 | Michel-François Berthelot                                 |                                                                     |                            | Louis XIV |
|       | Baron   | Baron de Portneuf      | 1681              | 1729                 | René Robinau de Bécancourt                                | Pierre Robineau de Portneuf                                         | Portneuf (Qc)              | Louis XIV |
|       | Comte   | Comte d'Orsainville    | 1675              | 1694                 | Jean Talon                                                | Jean Talon                                                          | Orsainville (Qc)           | Louis XIV |
|       | Marquis | Marquis de Vaudreuil   | 1703              | 1802                 | Philippe de Rigaud de Vaudreuil, 1er marquis de Vaudreuil | Louis-Philippe Rigaud Marquis de Vaudreuil, 3e marquis de Vaudreuil | Vaudreuil (Qc) Rigaud (Qc) | Louis XIV |
|       | Baron   | Baron de Beauville     | 25 juin 1707      | 1746                 | François de Beauharnois de la Chaussaye                   | François de Beauharnois de la Chaussaye                             | Banville (Acadie)          | Louis XIV |
|       | Marquis | Marquis de Beauharnois | 1725              | 1749                 | Charles de Beauharnois de la Boische                      | Charles de Beauharnois de la Boische                                | Beauharnois (QC)           | Louis XV  |
|       | Marquis | Marquis de Lotbinière  | 1784              | 1822                 | Michel Chartier de Lotbinière                             | Michel-Eustache-Gaspard-Alain Chartier de Lotbinière                | Lotbinière (Qc)            | Louis XVI |

## Titres canadiens dans la pairie du Royaume-Uni

### Titres canadiens existants dans la pairie du Royaume-Uni
| Armes | Rang  | Titre                          | Année de création | Premier titulaire                                          | Titulaire actuel                                         | Lieux              | Monarque |
| ----- | ----- | ------------------------------ | ----------------- | ---------------------------------------------------------- | -------------------------------------------------------- | ------------------ | -------- |
|       | Baron | Baron Strathcona et Mont-Royal | 26 juin 1900      | Donald Alexander Smith, 1er baron Strathcona et Mont-Royal | Alexander Howard, 5e baron Strathcona et Mont-Royal      | Mont-Royal (Qc)    | Victoria |
|       | Baron | Baron Shaughnessy              | 1916              | Thomas Shaughnessy, 1er baron Shaughnessy                  | Charles George Patrick Shaughnessy, 5e baron Shaughnessy | Montréal (QC)      | George V |
|       | Baron | Baron Beaverbrook              | 1917              | Max Aitken, 1er baron Beaverbrook                          | Maxwell Aitken, 3e baron Beaverbrook                     | Beaverbrook (N-B)  | George V |
|       | Baron | Baron Morris                   | 1918              | Edward Morris, 1er baron Morris                            | Thomas Morris, 4e baron Beaverbrook                      | Saint-Jean (T-N-L) | George V |

### Titres canadiens disparus dans la pairie du Royaume-Uni
| Armes | Rang    | Titre                            | Année de création | Année de disparition | Premier titulaire                                     | Dernier titulaire                                     | Lieux                       | Monarque  |
| ----- | ------- | -------------------------------- | ----------------- | -------------------- | ----------------------------------------------------- | ----------------------------------------------------- | --------------------------- | --------- |
|       | Baron   | Baron Mount Stephen              | 1891              | 26 novembre 1921     | George Stephen, 1er baron Mount Stephen               | George Stephen, 1er baron Mount Stephen               | Mount Stephen (C-B)         | Victoria  |
|       | Baron   | Baronne Macdonald de Earnscliffe | 1891              | 5 septembre 1920     | Agnes Macdonald, 1re baronne Macdonald de Earnscliffe | Agnes Macdonald, 1re baronne Macdonald de Earnscliffe | Earnscliffe (On)            | Victoria  |
|       | Baron   | Baron Haliburton                 | 1898              | 21 avril 1907        | Arthur Haliburton, 1er baron Haliburton               | Arthur Haliburton, 1er baron Haliburton               | Windsor (N-É)               | Victoria  |
|       | Baron   | Baron Atholstan                  | 1917              | 28 janvier 1938      | Hugh Graham, 1er baron Atholstan                      | Hugh Graham, 1er baron Atholstan                      | Huntingdon (Qc)             | George V  |
|       | Vicomte | Vicomte Bennett                  | 1941              | 26 juin 1947         | Richard Bedford Bennett, 1er vicomte Bennett          | Richard Bedford Bennett, 1er vicomte Bennett          | Calgary (Ab) Hopewell (N-B) | George VI |